# Конфликт в Сирийском Курдистане
Конфли́кт в Сири́йском Курдиста́не (курд. Serhildana Rojavayê Kurdistanê) — часть гражданской войны в Сирии, связанная с вооружённым сопротивлением сирийских курдов правительственным войскам, отрядам «Исламского государства», а в последнее время — формированиям так называемой Сирийской национальной армии, созданным и финансируемым Турцией.
Активная фаза конфликта началась в июле 2012 года с образования Высшего курдского совета, ставшего фактическим органом управления курдскими территориями, и штурма города Айн-эль-Араб (Кобани) курдскими Отрядами народной самообороны. В настоящее время Сирийский Курдистан представляет собой фактически автономный регион со своими вооружёнными силами и правоохранительными органами, правительством и школами с преподаванием на курдском языке. Наиболее влиятельная политическая сила в регионе — партия «Демократический союз» (PYD), стоящая на позициях регионализма и демократического социализма.

## Предыстория
Численность сирийских курдов к 2007 году оценивалась в 1,7 млн человек (около 10 % довоенного населения страны). Регион на северо-востоке Сирии, в котором они по большей части проживают, имеет стратегическое значение, располагая немалыми запасами нефти.
Правительство Сирии проводило дискриминационную политику в отношении курдского меньшинства: преподавание курдского языка и культуры в школах было запрещено, земли и нефтяные месторождения отдавались арабам, курдские активисты подвергались судебному преследованию. Кроме того, до 300 тысяч местных курдов имели статус неграждан со всеми вытекающими отсюда последствиями.
Наиболее серьёзные антиправительственные выступления в регионе в 2000-е годы:
- март 2004 года — массовые беспорядки после футбольного матча в городе Эль-Камышлы[2]. Всё началось с того, что арабские футбольные фанаты, приехавшие из Дейр-эз-Зора, подняли на трибунах портреты Саддама Хусейна — одного из наиболее ненавидимых курдами арабских политиков (см. Анфаль). Курдские болельщики вывесили в ответ флаг Курдистана. Вскоре обе стороны начали швырять друг в друга камни, что спровоцировало вмешательство полиции. В результате столкновений курдов с полицейскими и арабами погибло не менее 30 человек, был сожжён офис партии Баас и сброшена статуя Хафеза Асада. Для подавления восстания в город были введены войска, вследствие чего тысячи курдов были вынуждены бежать в Ирак.
- июль 2005 года — многотысячные демонстрации курдов в Эль-Камышлы после убийства суфистского шейха и активиста за права курдов Мохаммеда аль-Хазнави, пользовавшегося огромным авторитетом среди курдов. Из-за своих умеренных взглядов Хазнави неоднократно получал угрозы от исламистов. Демонстрации были разогнаны полицией при помощи добровольцев-арабов, которые затем разграбили десятки лавок, принадлежавших курдам[3].
- март 2008 года — расстрел толпы, собравшейся праздновать Новруз в Эль-Камышлы. 3 курда было убито, ещё столько же ранено[4].

## Начало конфликта

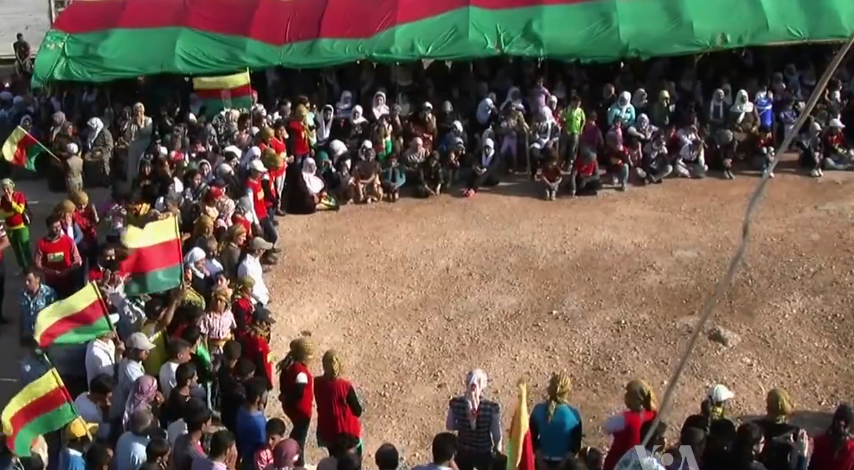
Похороны погибшего бойца Курдской рабочей партии в Африне.

В начале конфликта между властью и оппозицией в Сирии курды по большей части оставались лояльны к властям, в основном из-за поддержки оппозиции Турцией, а также из-за опасений, что положение национальных и религиозных меньшинств в Сирии резко ухудшится после прихода оппозиции к власти. В частности, блок 12 курдских партий бойкотировал конференцию сирийской оппозиции в Анталье 31 мая 2011 года. Согласно заявлению Салеха Кадо, представителя Курдской левой партии: «Мы, сирийские курды, не доверяем Турции и её политике, и поэтому мы приняли решение бойкотировать этот саммит». В следующей конференции, которая состоялась в августе того же года в Стамбуле (здесь был сформирован оппозиционный Сирийский национальный переходный совет), приняли участие только две курдские партии. По мнению Салиха Муслима, решение курдских лидеров дистанцироваться от конфликта между властями и оппозицией было принято с тактическими целями, чтобы выиграть время на создание структур самоуправления, в то время как власть и оппозиция ослабляли друг друга своим противостоянием.
7 октября 2011 года был застрелен известный курдский активист Машал Таммо. На его похороны в Эль-Камышлы пришло около 50 тысяч человек. Вскоре похороны начали превращаться в беспорядки, и полиция, открыв огонь по толпе, убила как минимум 14 человек. 2 недели спустя другой курдский активист, Махмуд Вали, был застрелен при аналогичных обстоятельствах в Рас-эль-Айне.
Полномасштабный конфликт между правительством Башара Асада и курдами начался после подписания 12 июля 2012 года в Эрбиле (Иракский Курдистан) соглашения между двумя ведущими политическими силами сирийских курдов — «Демократическим союзом» и Курдским национальным советом, которым фактически был провозглашён суверенитет Сирийского Курдистана под управлением Высшего курдского совета. 19 июля отряды YPG взяли штурмом город Айн-эль-Араб, вскоре после чего правительственные войска оставили города Амуда, Африн и Рас-эль-Айн без какого-либо серьёзного сопротивления. 22 июля начались бои между YPG и правительственными войсками в Эль-Камышлы. 
2 августа 2012 года Национальный координационный комитет за демократические перемены объявил, что режим Асада свергнут во всём Сирийском Курдистане и что весь регион отныне находится под контролем курдов (кроме города Эль-Камышлы, где всё ещё оставалось некоторое количество правительственных войск, не вступавших в конфликт с курдами и позволивших им поднять курдский флаг над городом). 19 августа боевиками Свободной сирийской армии был взорван правительственный разведывательный центр в Эль-Камышлы, что вызвало негативную реакцию курдов.

## Бои в Алеппо и Рас-эль-Айн (вторая половина 2012 года)
В Алеппо курды проживают в основном в северных районах Ашрафия и Шейх-Масуд. В начале боёв в Алеппо жители этих районов сохраняли нейтралитет, но 25 октября 2012 года туда вошёл отряд боевиков «Лива аль-Таухид» численностью около 200 человек с намерением взять под свой контроль магистраль, соединяющую центр города с его северными кварталами. На следующий день в столкновении с курдами было убито как минимум 16 повстанцев и 5 курдов. Обе стороны обвинили друг друга в провокации конфликта и нарушении соглашений о ненападении между курдами и Свободной сирийской армией (ССА).
28-30 октября произошли вооружённые столкновения между курдами и ССА за город Эль-Кастал в окрестностях Алеппо, в ходе которых был убит один из командиров ССА, известный как Абу Ибрагим, и ещё 4 боевика из его отряда. Абу Ибрагим был известен тем, что в мае того же года захватил в заложники 11 паломников-шиитов, возвращавшихся в Ливан из Ирана. В начале ноября 2012 года YPG и ССА подписали мирное соглашение, в то время как боевики Рабочей партии Курдистана заявили, что готовы вмешаться в конфликт на стороне курдов и в дальнейшем использовать Сирийский Курдистан как плацдарм для операций против Турции.
8 ноября объединённые силы курдов и ССА начали наступление на город Рас-эль-Айн вблизи турецко-сирийской границы, 15 ноября было объявлено о взятии города. 19 ноября боевики исламистского «Фронта ан-Нусра» атаковали блокпост YPG в Рас-эль-Айн, что привело к масштабным столкновениям между повстанцами и курдами, продолжавшимся до 22 ноября. В ситуацию был вынужден вмешаться Рияд аль-Асаад, после чего сторонам удалось договориться о прекращении огня. В столкновениях было убито как минимум 4 курда и 14 повстанцев; по другим сведениям, потери могли достигать 20-25 человек с каждой стороны.
3 декабря 2012 года, по сведениям от Rudaw, ВВС Сирии нанесли удар по району Махатта в Рас-эль-Айн, в результате которого погибло 12 человек, из них 6 курдов (в том числе трое детей). 22 января 2013 года новые столкновения между курдами и вооружённой оппозицией в окрестностях Рас-эль-Айн унесли жизни как минимум 56 человек, 42 из которых (в том числе женщины и дети) погибли в результате взрыва бомбы в городе Саламия.

## 2013 год

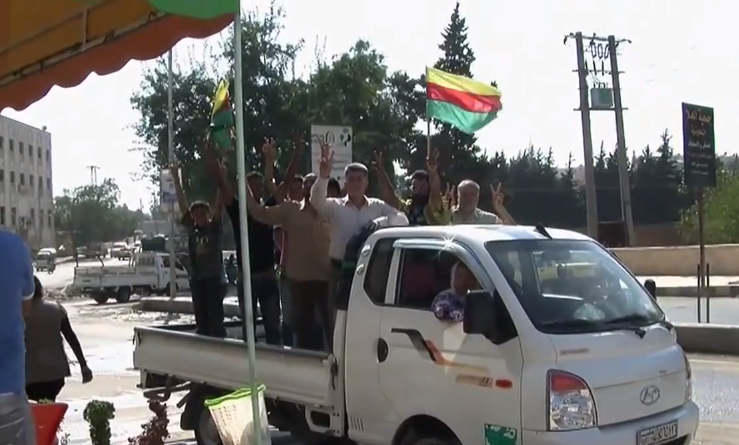
Сторонники PYD в Африне.

2013 год в Сирийском Курдистане начался с вооружённых столкновений арабов и курдов в Хасеке. Поводом послужил расстрел правительственными войсками демонстрации арабов в поддержку ССА 28 декабря 2012 года, после чего курды из числа сторонников PYD были обвинены в сотрудничестве с режимом. В ходе столкновений были убиты три араба.
4 января 2013 года во многих городах на северо-востоке Сирии прошли многотысячные антиправительственные демонстрации, организованные PYD, Курдским национальным советом и другими курдскими партиями. Целью PYD было собрать до 100 тысяч демонстрантов, но это им не удалось.
В то же время начался конфликт между PYD и другими курдскими партиями — в частности, с партией Yekîtî Kurdistan и её только что образованным боевым крылом Jiwan Qatna, которое PYD заподозрило в поддержке исламистов. В начале февраля 2013 года произошло ещё одно столкновение подобного рода, в этот раз между YPG и сторонниками правительства Иракского Курдистана Масуда Барзани, с которым сторонники PYD находятся не в лучших отношениях.
В середине января 2013 года отряды YPG начали операцию по установлению полного контроля над нефтеносными районами Сирийского Курдистана. После нескольких дней боёв правительственные войска вынуждены были отступить, не дождавшись какой-либо помощи от Дамаска. В начале марта того же года было объявлено, что вся нефтедобывающая индустрия северо-востока Сирии отныне находится под курдским контролем.
4 мая позиции YPG в Хасеке и Рас-эль-Айне были атакованы исламистами («Фронт ан-Нусра»), которых поддержали местные арабские племена. Атака была отбита, при этом были убиты как минимум 11 нападавших. Столько же боевиков ССА погибло в результате столкновений с YPG в Африне 25 мая. На следующий день после этого коалицией «Исламский фронт освобождения Сирии» было опубликовано заявление, в котором курды были объявлены «предателями». Ещё день спустя сирийские повстанцы взяли в заложники сотни курдов в одном из городов к северу от Алеппо.
7 июня, после двухдневных боев, отряды YPG взяли под свой контроль два курдских селения в районе города Африн, захваченные арабами во время боёв 25 мая, и установили блокпосты на дорогах. При отступлении боевики сожгли дома, принадлежащие курдам, что вызвало массовый исход курдов из района. Жертвами нападений арабов на северо-востоке Сирии ранее (в конце января того же года) становились армяне и ассирийцы; христиане, живущие в Хасеке, неоднократно получали угрозы от исламистов.
20 июня в северной Сирии произошли вооружённые стычки между исламистами и боевиками Курдской рабочей партии. Курдов обвинили в поддержке Башара Асада. Согласно источникам, которые цитирует Reuters, в результате столкновений погибли четыре человека.
13 июля два военнослужащих ВС Сирии были убиты боевиками YPG в Алеппо. По сведениям от PYD, проправительственные силы несколько недель пытались занять курдский квартал Шейх-Масуд, который защищали отряды YPG.
17 июля, согласно сведениям от SOHR, у турецко-сирийской границы вблизи города Рас-эль-Айн произошли ожесточённые столкновения между отрядами YPG и исламистами («Фронт ан-Нусра» и «Исламское государство Ирак»). Столкновения начались после того, как исламисты напали на патруль YPG и захватили в заложники одного курда. За 24 часа боев погибли 2 курда и 9 исламистов, большая часть города перешла под контроль YPG.
По состоянию на конец июля 2013 года, ожесточённые столкновения между исламистами и YPG продолжались, потери сторон исчислялись десятками (согласно статистике от SOHR, потери исламистов в среднем как минимум в 2-3 раза выше). 17 июля исламисты были полностью изгнаны из Рас-аль-Айна. На протяжении следующего дня в столкновениях погибли 19 боевиков «Джебхат-ан-Нусра» и 10 курдов. Курды продолжили бои с отступающими отрядами ан-Нусра и ИГИЛ в окрестностях города и начали продвижение на север мухафазы Ракка. Взяв под свой контроль всю турецко-сирийскую границу в этом регионе, YPG таким образом могли отрезать исламистов от помощи из Турции, а также установить связь между курдскими регионами на северо-западе и северо-востоке Сирии.
29 июля, согласно SOHR, в ходе столкновения в деревне Тал-Хасел (мухафаза Алеппо) погибли командующий курдской бригадой «Джабхат аль-Акрад» и местный амир (полевой командир) боевиков «Фронта ан-Нусра». К этому моменту бои между курдами (YPG и «Лива Джебхат-аль-Акрад») и исламистами («ан-Нусра» и ИГИЛ) продолжались уже почти две недели на всём севере Сирии.
30 июля Иса Хисо, член Высшего курдского совета и Народного конгресса Западного Курдистана, погиб в результате теракта в Эль-Камышлы. По сведениям от SOHR, ранее ему уже угрожали убийством. В Тал-Хасел и Тал-А’ран продолжались бои между курдами и исламистами; беженцы из этого региона сообщали SOHR, что боевики ИГИЛ и ан-Нусра убили десятки мирных курдов. Отряды YPG в мухафазе Хасеке опубликовали призыв ко всеобщей мобилизации, обращённый ко всем, кто способен держать в руках оружие. По сведениям от PYD, в этот день в результате столкновений в Алеппо погибло 12 боевиков ИГИЛ и один член YPG.
На следующий день столкновения между YPG и ИГИЛ продолжились в окрестностях города Рас-эль-Айн. По сведениям от SOHR, в тот день в столкновениях с ИГИЛ и «ан-Нусра» также погибло 6 человек из бригады «Джебхат-аль-Акрад» и 2 мирных жителя, а также была подтверждена смерть 5 бойцов YPG (из них 2 женщины), пропавших без вести 10 днями ранее в мухафазе Ракка. Кроме того, в этот же день стало известно, что боевики «Фронта ан-Нусра» и ИГИЛ взяли в заложники 200 мирных жителей из числа курдов.
Согласно сообщению SOHR от 2 августа, бои между исламистами и курдами в окрестностях Рас-эль-Айн продолжались; кроме того, отряды YPG уничтожили 12 боевиков ан-Нусра и ИГИЛ. О потерях самих YPG не сообщалось ничего.
В первой половине августа 2013 года продолжались бои за города Тель-Халаф и Эт-Телль-эль-Абьяд, населённые в основном курдами и находящиеся на границе мухафазы Ракка c Турцией. По сообщению иранского телеканала «Аль-Алям», перепечатанному многими русскоязычными СМИ (в том числе ИТАР-ТАСС), исламисты казнили не менее 450 курдских заложников (120 детей и 330 женщин и стариков) в Эт-Телль-эль-Абьяд; курдские источники эту информацию не подтверждают. Также были зафиксированы попытки обстрела исламистами города Рас эль-Айн.
29 августа в сети появилось видео, на котором боевики ИГИЛ требовали от 30 курдских заложников раскаяться за свою поддержку «партии неверных» (PYD). О дальнейшей судьбе заложников не известно ничего. Тем временем на севере Сирии продолжались бои между ИГИЛ/Нусрой и курдами. 2 террориста-смертника (предположительно, ИГИЛ) взорвали заминированную машину у блокпоста YPG на дороге Хасеке-Амуда, в результате чего погибли один член YPG и 6 местных жителей-добровольцев. Подобные атаки, согласно SOHR, стали типичной тактикой исламистов. Согласно PYD (недоступная ссылка), исламисты продолжали нести большие потери в Сирийском Курдистане: так, сообщалось, что за 22-24 августа силы YPG уничтожили 57 исламистов в районе Рас-эль-Айн, потеряв лишь двух бойцов. В конце августа 2013 года также были зафиксированы столкновения между курдами и правительственными силами в Алеппо.
В сентябре бои в Хасеке и Ракке продолжились; так, только 12 сентября в них погибло 13 боевиков YPG. Со стороны «Фронта ан-Нусра» и ИГИЛ потери в тот же день составили 16 человек, большинство которых не были гражданами Сирии. (SOHR). По оценкам PYD (недоступная ссылка), общие потери исламистов в столкновениях с YPG только за период 10-11 сентября составили 177 человек; другие источники также называют цифру более 100. 15 сентября в столкновениях по периметру Рас-эль-Айн погибло 7 боевиков YPG; сообщалось также и о потерях в рядах ИГИЛ и других исламистских группировок (подкрепления к которым, по мнению PYD (недоступная ссылка), прибывали в этот регион через турецкую границу при попустительстве турецких властей). На тот же момент уже 9-й день продолжались столкновения (недоступная ссылка) между курдами и ССА в Алеппо, в ходе которых погибло не менее 14 мирных жителей из числа курдов. 17 сентября отряды YPG уничтожили танк, принадлежащий ИГИЛ, на дороге к востоку от Рас-эль-Айн.
21 сентября PYD сообщал о сосредоточении исламистов в окрестностях Рас-эль-Айн при поддержке Турции; кроме того, согласно тому же источнику, 3 члена YPG, погибших в одной из приграничных деревень ночью того же дня, были убиты турками. Примерно в то же время и в том же месте начался междоусобный конфликт между исламистами из ИГИЛ и «Фронта ан-Нусра» (SOHR). 23-26 сентября продолжались бои между YPG и ИГИЛ в окрестностях Рас-эль-Айн, а также в Алеппо, в ходе которых погиб один из полевых командиров ИГИЛ (гражданин ОАЭ). 30 сентября шли бои между YPG и ИГИЛ в районе Эт-Телль-эль-Абьяда (мухафаза Ракка), в ходе которых были подбиты 2 единицы военной техники, принадлежавшие ИГИЛ.
В октябре 2013 года бои между YPG и ИГИЛ продолжились в Алеппо, окрестностях города Африн и Аль-Джавадия (мухафаза Хасеке; 4 октября были убиты 4 члена YPG и 14 исламистов, также были уничтожены 2 единицы техники, принадлежавшей ИГИЛ). 30 из 300 курдов, взятых в заложники боевиками Сирийской свободной армии в Алеппо, были отпущены на свободу 5 октября. В тот же день главное командование YPG выпустило заявление с ответами на обвинения YPG в использовании несовершеннолетних в боевых действиях и насильственном разгоне демонстраций в Амуде. Кроме того, в тот же день в Эль-Камышлы была организована демонстрация в поддержку прав женщин в Сирийском Курдистане.
15-16 октября в боях между YPG и ИГИЛ в районе Джавадия (мухафаза Хасеке) погиб 41 человек, из них 12 членов YPG и 29 членов ИГИЛ и «Фронта ан-Нусра», включая одного из полевых командиров «Фронта ан-Нусра» (гражданина Египта). Отряд YPG захватил танк и другое тяжёлое вооружение, принадлежавшее ИГИЛ, а также взял под свой контроль блокпост у Хараб-Баджар, в боях за который погибло не менее 21 члена ИГИЛ и их союзников (SOHR).
27 октября силы YPG полностью взяли под свой контроль город аль-Ярубия близ границы с Ираком. При этом погибли 2 члена YPG и 9 членов ИГИЛ, а кроме того, ИГИЛ потеряло 4 единицы бронетехники. (SOHR) 29 октября было объявлено, что курды взяли под свой контроль ещё несколько населённых пунктов в окрестностях этого города. Также сообщалось, что YPG взяли в плен командующего группировкой «Единобожие и джихад» в районе города Аль-Джавадия (мухафаза Хасеке). Бои между курдами и исламистами продолжались также в окрестностях Рас-эль-Айн, где 30 октября погибло не менее 8 боевиков ИГИЛ, и к востоку от Эт-Телль-эль-Абьяда (мухафаза Ракка).
5 ноября SOHR сообщил, что ИГИЛ и ан-Нусра окончательно потеряли контроль над всеми населёнными пунктами в окрестностях Рас-эль-Айн. 7 ноября, согласно тому же источнику, YPG взяли под контроль 2 деревни у дороги, ведущей в Алеппо, к западу от города Тель-Тамер. В конце ноября шли бои между YPG и ИГИЛ в городе аль-Твейна и его окрестностях, в том числе за контроль над дорогой Хасеке-Твейна (SOHR).
14 ноября PYD объявила о планах создания переходного правительства в курдских районах на северо-востоке страны, принятых после двухдневного совещания в Эль-Камышлы (в котором кроме курдов участвовали также христиане, арабы и чеченцы, населяющие этот регион). Сирийский Курдистан планировалось разделить на три области, в каждой из которых будет собственный совет, представленный в генеральном совете.
В конце 2013 года произошли столкновения между YPG и ИГИЛ к юго-востоку от города Эль-Камышлы, а также в районе города Африн. Сообщалось, что 27 декабря YPG взяли под свой контроль 5 деревень в окрестностях Эль-Камышлы.

## 2014—2015 годы
В связи с начавшимся в январе 2014 года полномасштабным конфликтом между ИГИЛ и более умеренными повстанческими группировками, число жертв которого уже к середине месяца превысило 1000 человек, отряды YPG в мухафазе Ракка (в основном контролируемой ИГИЛ) приняли решение приостановить наступление на Эт-Телль-эль-Абьяд. В мухафазе Хасеке отряды ИГИЛ по-прежнему действовали в союзе с более умеренными исламистами; их объединённые силы заставили YPG отступить из Тель-Брак и Тель-Хамис (окрестности Эль-Камышлы). Потери YPG в этом регионе за период с конца декабря 2013 года по 7 января 2014 года составили 39 человек (SOHR). 15 января YPG выступили с заявлением, обвинявшим НКСРОС в поддержке ИГИЛ против курдов в Хасеке.
В связи с масштабным наступлением ИГИЛ в Северном Ираке в июне 2014 года обострилась ситуация и на севере Сирии. SOHR сообщал о столкновениях между YPG и ИГИЛ в мухафазах Ракка и Алеппо, в том числе в окрестностях города Айэ-эль-Араб. В сети появились фотографии, из которых видно, что как минимум 2 пленных курда были казнены ИГИЛ через распятие.
К 20 сентября 2014 года «Исламское государство» настолько усилилось в Ракке, что заняло практически всю территорию мухафазы, включая около 60 деревень в окрестностях города Айн-эль-Араб (Кобани). На помощь оказавшейся блокированной в этом городе небольшой группировке YPG направилось несколько сотен курдских боевиков из Турции. Тем временем у турецкой границы в этом регионе скопилось до 4 тысяч курдских беженцев.
6 октября 2014 года три заминированных автомобиля взорвались рядом с блокпостами YPG в мухафазе Хасеке, в результате чего погибло не менее 30 человек, ещё несколько десятков получили ранения. В то же время в 260 километрах оттуда продолжился штурм Айн-эль-Араб, боевики ИГ попытались войти в город с трёх сторон. На одном из зданий на восточной окраине города был замечен чёрный флаг, напоминающий флаг ИГ.
Хотя основные события второй половины 2014 года в Сирийском Курдистане разворачивались в городе Кобани (Айн-эль-Араб) и его окрестностях, столкновения продолжались и в других регионах, населённых курдами. В частности, 25 декабря в ходе боев за деревню Кассиа на северо-востоке Сирии курдами было уничтожено не менее 30 исламистов. В тот же день в ходе контрнаступления курдов на позиции ИГ в Кобани было ликвидировано ещё 14 боевиков ИГ.
20 марта 2015 года в результате двойного теракта в городе Хасеке на востоке Сирийского Курдистана погибло 20 человек.
После успешного отражения атаки на Кобани курды начали дальнейшее наступление на территории, захваченные ИГ, при поддержке сил международной коалиции в рамках операции «Буркан аль-Фират». В середине июня 2015 года ими была одержана ещё одна крупная победа — установлен контроль над стратегически важными городом Эт-Телль-эль-Абьяд на турецко-сирийской границе. В результате этой операции была взята под контроль важная для ИГ трасса Эт-Телль-эль-Абьяд — Ракка, а также наконец были объединены территории двух из трёх курдских анклавов в Сирии. В дальнейшем продолжилось наступление в направлении Ракки — «столицы» ИГ. Так, 23 июня 2015 года курдами было объявлено о взятии под свой контроль города Айн-Исса, находящегося всего в 50 километрах от Ракки.
25 июня 2015 года отряд боевиков ИГ прорвался в Кобани со стороны турецко-сирийской границы, вследствие чего в городе опять начались уличные бои. В тот же день стало известно, что исламисты захватили два жилых квартала в городе Хасеке в восточной части Сирийского Курдистана, вытеснив оттуда находившиеся там сирийские войска, лояльные Башару Асаду.

## 2016 год
16 марта партия «Демократический союз» объявила о создании на контролируемой территории федеративного региона — Федерации Северная Сирия (Рожава).
24 мая «Сирийские демократические силы», в которые входят курдские отряды народной самообороны (YPG), сирийские оппозиционные группировки, а также ассирийские, армянские и туркменские отряды, объявили о начале наступления на Ракку — «столицу» ИГ.
Операция СДС началась через три дня после того, как глава Центрального командования вооружённых сил США генерал Джозеф Вотел 21 мая тайно побывал на севере Сирии, в районах, контролируемых «Демократическим союзом». Этот визит был преподнесён американской администрацией как начало наступления на Ракку, осуществляемого курдами при поддержке американского спецназа.
30 мая турецкие власти, ранее оказывавшие поддержку ИГ ради ликвидации курдского движения, предложили США провести совместную операцию против ИГ на севере Сирии — при условии, что в ней не будут участвовать курды. Это предложение не привело к каким-либо результатам.
В ночь на 3 июня наступление на Ракку развернула и Сирийская арабская армия, продвинувшись на несколько километров вглубь одноимённой провинции.
24 августа Турция объявила о начале на сирийской территории совместной с формированиями Свободной сирийской армии операции «Щит Евфрата» против боевиков ИГ с целью зачистки территории 5 тыс. км², освобождения от террористов городов Джераблус и Эль-Баб и создания на этой территории зоны безопасности для размещения беженцев. Кроме того, Турция преследовала цель не допустить объединения курдских кантонов Африн и Манбидж на севере Сирии. В марте 2017 года турецкое руководство заявило о достижении поставленных целей в Сирии и начало выводить свои войска. Помимо этого, Турция информировала своих союзников по международной антитеррористической коалиции, возглавляемой США, о намерении принять участие в освобождении городов Манбидж и Ракка от боевиков «Исламского государства». Однако привлечение США к операции отрядов курдского ополчения, составивших основу Сирийских демократических сил, вызвало резко негативную реакцию в Анкаре, и Турция отказалась отправлять свои войска, заявив, что «никогда не будет проводить совместных операций с террористами».

## 2018 год

### Операция «Оливковая ветвь»
О возможности проведения новой операции на сирийской территории для противодействия «террористическим группировкам» из Сирийского Курдистана официальные лица Турции начали говорить уже давно, практически сразу же после завершения операции «Щит Евфрата» (август 2016 — март 2017 гг.).
14 января 2018 года представители международной коалиции во главе с США объявили о том, что приступили к созданию «сил безопасности» численностью до 30 тысяч на базе созданного и вооружённого США курдско-арабского альянса — Сирийских демократических сил (SDF) для контроля пограничных территорий Сирии в долине реки Евфрат на границе с Турцией. Турецкие власти, считающие сирийское курдское ополчение террористической организацией, связанной с Рабочей партией Курдистана, в ответ заявили о намерении форсировать подготовку к силовой акции против сирийских курдских формирований, которые к началу 2018 года контролировали 700 из 900 км сирийско-турецкой границы.
В течение недели турецкая армия наращивала своё присутствие на границе с Сирией, перебрасывая в приграничные районы военную технику и осуществляя ежедневные артобстрелы позиций курдских сил самообороны на сирийской территории. Президент Турции Реджеп Эрдоган предъявил курдам ультиматум: в недельный срок покинуть занимаемые ими позиции в районах Африна и Манбиджа или быть готовыми к операции по их уничтожению. Представители курдских сил в ответ призвали Совет безопасности ООН оказать воздействие на Турцию.
20 января генштаб ВС Турции официально объявил о начале операции «Оливковая ветвь» — военной операции вооружённых сил Турции и протурецких вооружённых формирований сирийской оппозиции (Свободная сирийская армия и др.) на севере Сирийской Арабской Республики. Цель операции состояла в вытеснении курдских вооружённых формирований (YPG, YPJ) из района Африн (западная часть Сирийского Курдистана).
Выступивший 21 января турецкий вице-премьер Хакан Чавушоглу заявил, что цель операции «Оливковая ветвь» — не дать создать «террористический коридор» на севере Сирии, защитить южные границы НАТО, приграничные регионы Турции и избавить курдское и арабское население Турции от насилия. В ходе операции, по его словам, турецкие военные намерены создать 30-километровую буферную зону и уничтожить все террористические организации. Потенциальные потери противника он оценил в 8-10 тыс. человек.
Первые дни операции продемонстрировали, что турецкое военное командование не стремится форсировать события, сосредоточившись вместо этого на локальных операциях. Костяк наступающих составляют отряды протурецкой «Сирийской свободной армии», которых поддерживают турецкая авиация и бронетанковые подразделения, что, по замыслу командования, должно позволить избежать потерь среди турецких военнослужащих. Что касается самой ССА, то за участие в операции её руководство рассчитывает получить контроль над населённым в основном арабами городом Телль-Рифъат и прилегающими территориями, захваченными курдскими формированиями в феврале 2016 года.

### Курды и Конгресс сирийского национального диалога
В январе 2018 года курдская партия «Демократический союз» (PYD) отказалась от участия в сочинском Конгрессе сирийского национального диалога. Против приглашения её представителей выступила Турция, чьё руководство считает её связанной с Рабочей партией Курдистана. Обе политические силы, по определению турецких властей, являются террористическими. Представители PYD не получили приглашения в Сочи, но до начала турецкой операции «Оливковая ветвь» против сирийских курдов были готовы общаться с Россией как с посредником в межсирийском урегулировании и вплоть до 22 января изъявляли желание приехать в Сочи и вели с Москвой переговоры по этому вопросу. Начало военной операции и позиция Москвы в этой связи повлияли на отношение курдов к России как посреднику. Курды обвинили Москву в сговоре с Анкарой, прекратили переговоры о приезде в Сочи и заявили, что PYD не намерена выполнять никакие договорённости, которые там будут достигнуты. Не получили приглашения в Сочи и представители другой ведущей курдской силы на севере Сирии — «Курдского национального совета», — хотя Турция не была настроена против их участия.

## 2020 год

### Курдская автономия и система TEV-DEM
В системе регионального самоуправления, сложившейся на 2020 год, партия «Демократический Союз» (PYD) играет роль политического крыла более широкого «Движения за демократическое общество» (курд. Tevgera Civaka Demokratîk, TEV-DEM), ответственного за все аспекты управления регионом. Как партия, так и всё движение TEV-DEM в целом в своей деятельности руководствуются принципами демократического социализма.
В систему социальных институтов TEV-DEM включены как политические, так и культурные ценности курдов — школы с обязательным преподаванием на курдском языке, организации за права женщин, профсоюзы, молодёжные центры. В основе местного самоуправления лежат народные советы (курд. mala gel — «дома народа»), депутаты которых избираются голосованием среди местных жителей. Эти советы также выполняют функции третейских судов. В каждом из таких советов имеются выборные представители для вышестоящего органа местного самоуправления — «Народного конгресса Западного Курдистана» (WKPC). Несмотря на очевидное сходство между системой TEV-DEM и моделью общества, предлагаемой многими теоретиками анархизма (отмеченное, например, Союзом Общин Курдистана), TEV-DEM не является полностью безгосударственной системой.
Основные принципы Курдской автономии изложены во второй части документа «The Project for Democratic Self-Governance in Western Kurdistan (недоступная ссылка)», основанного на более ранней работе Абдуллы Оджалана (в свою очередь основанной на статье «The Meaning of Confederalism» американского анархо-коммуниста Мюррея Букчина, опубликованной в 1990 году). Первая же часть этого документа полностью посвящена критике арабского национализма и самой идеи национального государства как таковой. По мнению PYD, эта идея уже дискредитировала себя даже на своей родине — в Европе, а в Сирии построение национального государства по европейскому образцу невозможно в принципе. Таким образом, PYD отказывается от идеи независимого Курдистана как национального государства курдов в пользу идей демократического конфедерализма (см. упомянутую выше работу Абдуллы Оджалана) и регионализма. Несмотря на диалектический подход к истории (пункт 8), PYD не являются ни материалистами, ни позитивистами (пункт 7).
Пункт 10 этого документа провозглашает право на самозащиту неотъемлемым и необходимым для существования демократического общества. Согласно этому пункту, институты современного капитализма (такие, как национальное государство и крупный промышленный капитал) представляют угрозу как для гражданского общества в целом, так и для свободы отдельных его членов. Впрочем, согласно пункту 6, индивидуальные и коллективные права не являются чем-то взаимоисключающим с точки зрения PYD, а напротив — люди, обладающие чувством собственного достоинства и независимости, должны уметь коллективно отстаивать свои права и свободы. Реализацией этих принципов на практике являются отряды YPG и пешмерга, а также асайиш — отряды, выполняющие роль правоохранительных органов на территориях, контролируемых курдами. Командующие отрядами YPG также избираются путём прямого демократического голосования, как и депутаты в органы местного самоуправления. В соответствии с основными принципами, изложенными выше, целью YPG не является внешняя агрессия и захват каких-либо территорий, на которых курдское население не составляет большинства, а только защита курдских территорий от внешних угроз любого рода.
Согласно репортажу от Ruig Photography, сразу после начала «периода безвластия» уровень преступности в Сирийском Курдистане резко вырос, но сформированные вскоре после этого отряды Асайиш смогли справиться с этой проблемой. Согласно Асии Абдулла, одной из лидеров PYD и женского движения Union Star, права женщин также значительно укрепились с введением системы TEV-DEM — все правительственные организации обязаны иметь в своём составе не менее 40 % женщин и столько же процентов мужчин; также ведётся борьба с многоженством, убийствами чести, браками с несовершеннолетними и прочими нарушениями прав женщин, типичными для Ближнего Востока. По словам Алдара Халиля, сопредседателя движения TEV-DEM и одного из лидеров PYD, основную угрозу для этих достижений представляют исламисты из ССА и «Фронта ан-Нусра». Он также заявил, что курды не хотят присутствия ни правительственных, ни оппозиционных сил на их территории, и готовы противостоять и тем, и другим в случае необходимости.

## В культуре
- Şoreşa Waşokanî — «Bijî Bijî YPG (Serêkanîyê)» (клип)
- KEWE — «destana Efsanewi» (клип)